# Agent Vinod
Pour plus de détails, voir Fiche technique et Distribution.
Agent Vinod est un film d'espionnage indien de 2012 réalisé par Sriram Raghavan. Il est produit par Saif Ali Khan qui tient également le rôle principal aux côtés de Kareena Kapoor. Les chansons sont composées par Pritam Chakraborty sur des paroles d'Amitabh Bhattacharya et Nilesh Mishra.
Bien qu'il en reprenne le titre, Agent Vinod n'est pas un remake du film d'espionnage de 1977 réalisé par Deepak Bahry.

## Synopsis
À peine a-t-il réussi à s'enfuit d'un camp de Talibans du fin fond de l'Afghanistan, que l'Agent Vinod, membre des services secrets indiens, se voit confier la tâche de découvrir ce qu'est le mystérieux « 242 ». Il s'envole immédiatement pour Moscou où il est mis sur la piste d'un trafiquant en partance pour le Maroc dont il usurpe l'identité. Cela lui permet de faire la connaissance d'un puissant parrain de la mafia de Marrakech, David Kazaan, et de son médecin personnel, la ravissante Ruby Mendes, alias Iram, agent secret pakistanais. Vinod et Iram, désormais alliés, assistent à une vente où un livre ancien d'Omar Khayyam, le Rubaiyat, est mis aux enchères. Il s'avère que cet ouvrage cache un détonateur nucléaire qui n'est autre que le « 242 » dont Kazaan réussit à s'emparer. Mais ce dernier est tué par Le Colonel qui, en possession du détonateur, se rend en Lettonie pour se procurer une bombe, poursuivi par l'Agent Vinod qui fort heureusement échappe à plusieurs tentatives d'assassinats.
Leur traque mène Vinod et Iram à Karachi où Le Colonel et un mafieux indien entrent en contact avec des militaires félons des services secrets pakistanais qui projettent un attentat à New-Delhi afin d'exacerber les tensions indo-pakistanaises. Dans la capitale indienne, Iram est abattue alors qu'elle vient de localiser Le Colonel. Avant de mourir elle réussit à communiquer le mot de passe désamorçant la bombe juste avant que celle-ci n'explose, sauvant ainsi Vinod qui, aux commandes d'un hélicoptère contenant l'engin explosif, tentait de s'éloigner le plus possible de la mégalopole.

## Fiche technique
- Titre : Agent Vinod
- Réalisateur : Sriram Raghavan
- Scénario : Sriram Raghavan et Arijit Biswas
- Musique (chansons) : Pritam Chakraborty
- Paroliers : Amitabh Bhattacharya et Nilesh Mishra
- Chorégraphie : Saroj Khan, Bosco Martis et Caesar Gonsalves
- Direction artistique : Boujamaa Rassourance
- Photographie : C.K. Muraleedharan
- Montage : Pooja Ladha Surti
- Cascades et combats : Peter Hein et Parvez Khan
- Production : Saif Ali Khan et Dinesh Vijan pour Illuminati Films et Eros International Media Ltd
- Langue : hindi
- Pays d'origine : Inde
- Dates de sortie : 
  - Inde : 23 mars 2012
  - France : 10 juin 2012
- Format : Couleurs
- Genre : espionnage, action
- Durée : 157 minutes

## Distribution
- Saif Ali Khan : Agent Vinod
- Kareena Kapoor : Ruby Mendes/Iram Parveen Bilal
- Ravi Kishan : Major Rajan
- Prem Chopra : David Kazaan
- Ram Kapoor : Abu Sayed Nazer
- B. P. Singh : Hasan Nawaz, le supérieur de l'Agent Vinod
- Adil Hussain : Le Colonel
- Gulshan Grover : Tehmur Pasha

## Chansons
Les chansons sont composées par Pritam et sont sorties le 22 février 2012 sur un cd distribué par T-Séries.
- Steal the Night (I'll Do the Talking) interprétée par Neeraj Shridhar, Aditi Singh Sharma, Shefali Alvaris et Barbie Amod
- Raabta (Kuch To Hai) interprétée par Shreya Ghoshal, Arijit Singh et Joi Barua
- Aakhri Hero interprétée par Amitabh Bhattacharya et Rags
- Govind Bolo Gopal Bolo interprétée par Shubhojit et Sharve
- Dil Mera Muft Ka interprétée par Nandini Srikar, Muazzam, Rizwan, Shadab Faridi, Altamush Faridi et Shabab Sabri
- Pungi interprétée par Mika Singh, Amitabh Bhattacharya, Nakash et Pritam
- Raabta [Siyaah Raatein] interprétée par Hamsika Iyer, Joi Barua et Arijit Singh
- Raabta, version acoustique interprétée par Joi Barua et Arijit Singh
- Raabta [Night In Motel] interprétée par Aditi Singh Sharma et Arijit Singh
- Pungi, remix interprétée par Mika Singh, Amitabh Bhattacharya, Nakash et Pritam
- Dil Mera Muft Ka Film Version interprétée par Richa Sharma
- Dil Mera Muft Ka, remix interprétée par Malini Awasthi
- Agent Vinod, thème instrumental